# Liste der Stolpersteine in Oslo-Grünerløkka

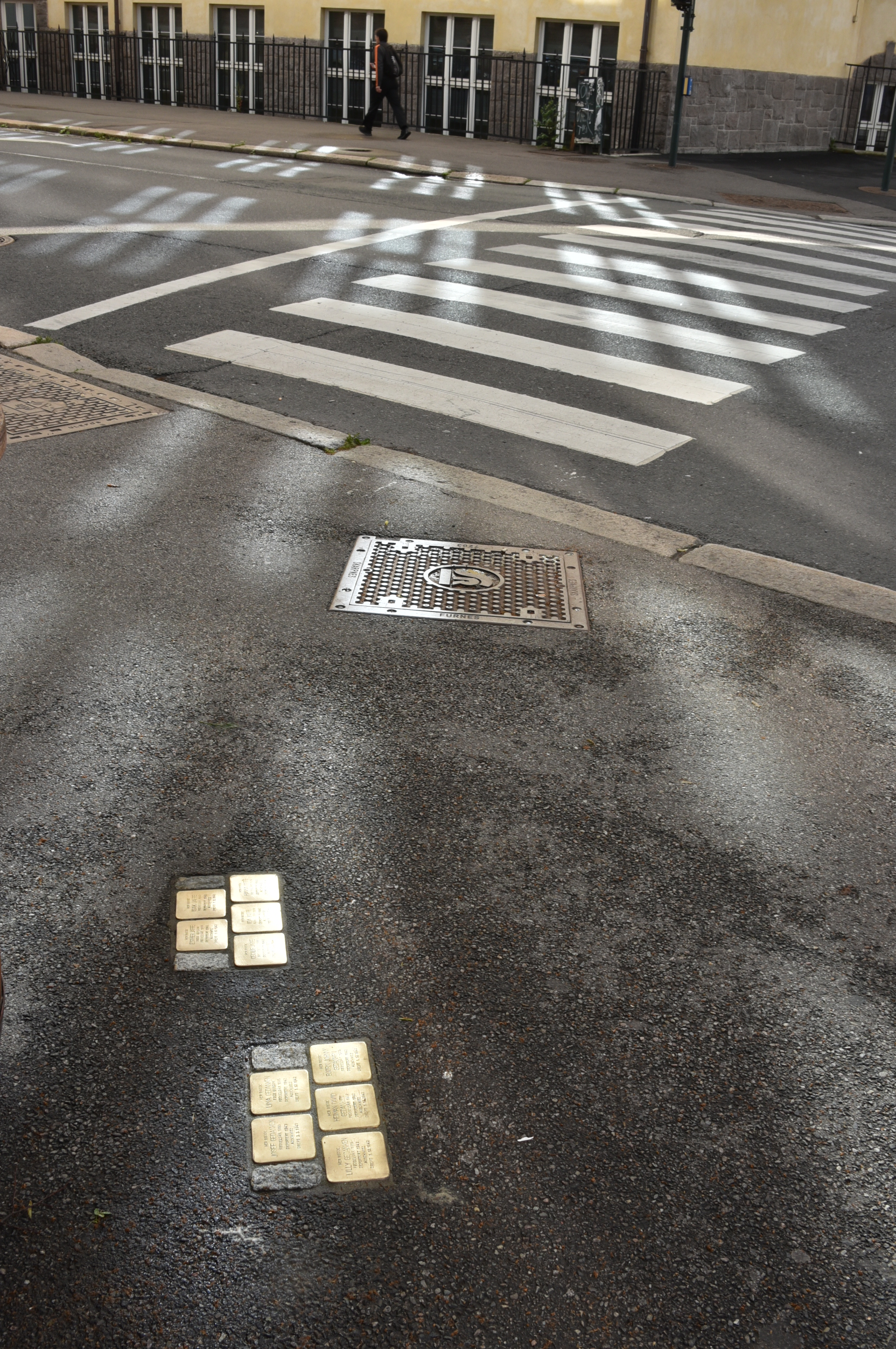
Stolpersteine in Oslo-Grünerlokka

Die Liste der Stolpersteine in Oslo-Grünerløkka listet alle Stolpersteine im Stadtteil (Bydel) Grünerløkka auf, einem der Stadtbezirke der norwegischen Hauptstadt Oslo. Stolpersteine erinnern an das Schicksal der Menschen, die von den Nationalsozialisten ermordet, deportiert, vertrieben oder in den Suizid getrieben wurden. Die Stolpersteine wurden vom deutschen Künstler Gunter Demnig konzipiert und werden zumeist von ihm selbst verlegt. Im Regelfall liegen die Stolpersteine vor dem letzten selbstgewählten Wohnort des Opfers. Stolpersteine werden auf Norwegisch snublesteiner genannt.

## Holocaust in Norwegen

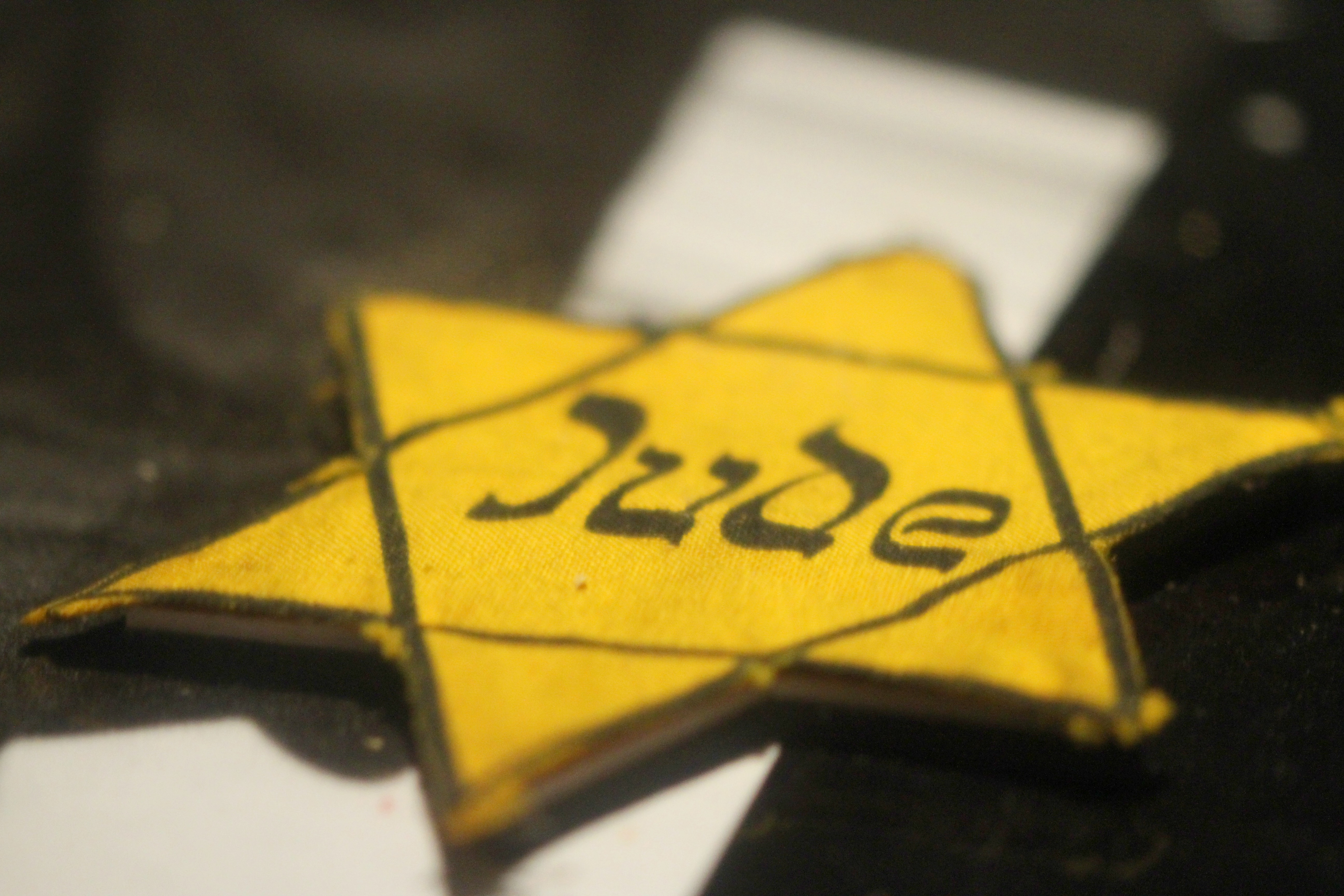

Norwegen war von 9. April 1940 bis 8. Mai 1945 von deutschen Truppen besetzt. Damals befanden sich rund 2.100 jüdische Norweger und Flüchtlinge aus Mitteleuropa im Land. Von diesen konnten sich rund tausend Personen ins neutrale und nicht besetzte Schweden retten. Unmittelbar nach dem Einmarsch deutscher Truppen begannen Hetzkampagnen gegen Juden und die Arisierung in Norwegen. Den Juden im Land wurde Schritt für Schritt all ihr Hab und Gut geraubt. Im Spätherbst 1942 erfolgten die ersten Massenverhaftungen. Am 26. November 1942 wurden von norwegischer Polizei und Gestapo 532 norwegische Juden (302 Männer, 188 Frauen und 42 Kinder) der SS übergeben. Sie gelangten mit einem Frachtschiff der Norddeutschen Lloyd, der Donau, nach Stettin und wurden von dort in das KZ Auschwitz-Birkenau deportiert. 346 von ihnen, darunter alle Frauen und Kinder, wurden unmittelbar nach der Ankunft am 1. Dezember 1942 in den Gaskammern ermordet. 186 Männer überstanden die Selektion und bekamen die Nummern 79064 bis 79249 eintätowiert. Nur neun von ihnen konnten die Shoah überleben. Am 25. Februar wurden weitere 158 Juden mit der Gotenland nach Stettin verschifft und über Berlin nach Auschwitz gebracht. 28 Männer wurden als arbeitsfähig eingestuft, die anderen sofort ermordet. Dies geschah am 3. März 1943.

## Verlegte Stolpersteine
In Grünerløkka, einem Stadtteil Oslos, wurden 102 Stolpersteine an 37 Adressen verlegt.
| Stolperstein | Übersetzung                                                                                               | Verlegeort                         | Name, Leben                                |
| ------------ | --- | ---------------------------------- | ------------------------------------------ |
|              | HIER WOHNTE ANNA ARONSTAM GEBOREN 1907 DEPORTIERT 1942 AUSCHWITZ GETÖTET 1.12.1942                        | Sverdrups gate 5 A                 | Anna Aronstam                              |
|              | HIER WOHNTE MENASSE ARONSTAM GEBOREN 1868 DEPORTIERT 1942 AUSCHWITZ GETÖTET 1.12.1942                     | Sverdrups gate 5 A                 | Menasse Aronstam                           |
|              | HIER WOHNTE SOFIE ARONSTAM GEBOREN 1915 DEPORTIERT 1942 AUSCHWITZ GETÖTET 1.12.1942                       | Sverdrups gate 5 A                 | Sofie Aronstam                             |
|              | HIER WOHNTE GLENNY BARCHAN GEBOREN 1899 DEPORTIERT 1942 AUSCHWITZ GETÖTET 1.12.1942                       | Markveien 67                       | Glenny Barchan                             |
|              | HIER WOHNTE WULFF BECKER GEBOREN 1907 DEPORTIERT 1942 AUSCHWITZ ERMORDET 17.2.1943                        | Torggata 17B                       | Wulff Becker                               |
|              | HIER WOHNTE REBEKKA BLATT GEB. GURWITZ GEBOREN 1894 DEPORTIERT 1943 AUSCHWITZ GETÖTET 3.3.1943            | Nordre gate 13                     | Rebekka Blatt, geborene Gurwitz            |
|              | HIER WOHNTE BENZEL BRAUDE GEBOREN 1890 DEPORTIERT 1942 AUSCHWITZ TODESTAG UNBEKANNT                       | Korsgata 12                        | Benzel Braude                              |
|              | HIER WOHNTE HARRY BRAUDE GEBOREN 1919 DEPORTIERT 1942 AUSCHWITZ TODESTAG UNBEKANNT                        | Korsgata 12                        | Harry Braude                               |
|              | HIER WOHNTE ISAK JOSEF BRAUDE GEBOREN 1914 DEPORTIERT 1942 AUSCHWITZ GETÖTET 7.1.1943                     | Korsgata 12                        | Isak Josef Braude                          |
|              | HIER WOHNTE SARA BERTHA BRAUDE GEBOREN 1892 DEPORTIERT 1942 AUSCHWITZ GETÖTET 1.12.1942                   | Korsgata 12                        | Sara Bertha Braude                         |
|              | HIER WOHNTE LINA DABROSIN GEB. KIRBEL GEBOREN 1891 DEPORTIERT 1942 AUSCHWITZ GETÖTET 1.12.1942            | Markveien 28                       | Lina Dabrosin, geborene Kirbel             |
|              | HIER WOHNTE SAMUEL DABROSIN GEBOREN 1887 DEPORTIERT 1942 AUSCHWITZ GETÖTET 16.2.1943                      | Markveien 28                       | Samuel Dabrosin                            |
|              | HIER WOHNTE ARVID DWORSKY GEBOREN 1923 DEPORTIERT 1942 AUSCHWITZ GETÖTET 24.1.1943                        | Schouterrassen 20                  | Arvid Dworsky                              |
|              | HIER WOHNTE ASBJØRN DWORSKY GEBOREN 1920 DEPORTIERT 1942 AUSCHWITZ GETÖTET 24.2.1943                      | Schouterrassen 20                  | Asbjørn Dworsky                            |
|              | HIER WOHNTE ROSA DWORSKY GEBOREN 1891 GEB.RUBINSTEIN DEPORTIERT 1942 AUSCHWITZ GETÖTET 1.12.1942          | Schouterrassen 20                  | Rosa Dworsky, geborene Rubinstein          |
|              | HIER WOHNTE TILLY DWORSKY GEBOREN 1919 DEPORTIERT 1942 AUSCHWITZ GETÖTET 1.12.1942                        | Schouterrassen 20                  | Tilly Dworsky                              |
|              | HIER WOHNTE ELIAS EBSTEIN GEBOREN 1887 DEPORTIERT 1942 AUSCHWITZ GETÖTET 1.12.1942                        | Sars gate 22 / Eingang Blytts gate | Elias Ebstein                              |
|              | HIER WOHNTE JOSEF EBSTEIN GEBOREN 1927 DEPORTIERT 1942 AUSCHWITZ GETÖTET 5.1.1943                         | Sars gate 22 / Eingang Blytts gate | Josef Ebstein                              |
|              | HIER WOHNTE BENJAMIN FRITJOF FRIDMANN GEBOREN 1896 DEPORTIERT 1942 AUSCHWITZ ERMORDET 2.1.1943            | Toftes gate 25 A                   | Benjamin Fritjof Fridmann                  |
|              | HIER WOHNTE CHARLES GANZ GEBOREN 1932 DEPORTIERT 1942 AUSCHWITZ GETÖTET 1.12.1942                         | Olaf Schous vei 17                 | Charles Ganz                               |
|              | HIER WOHNTE FANNY GANZ GEBOREN 1935 DEPORTIERT 1942 AUSCHWITZ GETÖTET 1.12.1942                           | Olaf Schous vei 17                 | Fanny Ganz                                 |
|              | HIER WOHNTE LEA GANZ GEB. SMITH GEBOREN 1903 DEPORTIERT 1942 AUSCHWITZ GETÖTET 1.12.1942                  | Olaf Schous vei 17                 | Lea Ganz, geborene Smith                   |
|              | HIER WOHNTE BJØRN JOHNNY GEDANKEN GEBOREN 1925 DEPORTIERT 1942 AUSCHWITZ GETÖTET 1.12.1942                | Lakkegata 71                       | Bjørn Johnny Gedanken                      |
|              | HIER WOHNTE HEIMAN DAVID GEDANKEN GEBOREN 1922 DEPORTIERT 1942 AUSCHWITZ GETÖTET 1.12.1942                | Lakkegata 71                       | Heimann David Gedanken                     |
|              | HIER WOHNTE JOSEF GEDANKEN GEBOREN 1893 DEPORTIERT 1943 AUSCHWITZ GETÖTET 3.3.1943                        | Lakkegata 71                       | Josef Gedanken                             |
|              | HIER WOHNTE LILLY GEDANKEN GEBOREN 1916 DEPORTIERT 1942 AUSCHWITZ GETÖTET 1.12.1942                       | Lakkegata 71                       | Lilly Gedanken                             |
|              | HIER WOHNTE LINA GEDANKEN GEB. GORDON GEBOREN 1895 DEPORTIERT 1942 AUSCHWITZ GETÖTET 1.12.1942            | Lakkegata 71                       | Lina Gedanken, geborene Gordon             |
|              | HIER WOHNTE DAVID JACOB GLIKMANN GEBOREN 1921 DEPORTIERT 1942 AUSCHWITZ GETÖTET 1.2.1943                  | Markveien 67                       | David Jacob Glikman                        |
|              | HIER WOHNTE SARA SELMA GLIKMANN GEB. JELAAWITZ GEBOREN 1920 DEPORTIERT 1942 AUSCHWITZ GETÖTET 1.12.1942   | Markveien 67                       | Sara Selma Glikman, geborene Jelaawitz     |
|              | HIER WOHNTE SELMA GOLDWASSER GEB. LEVIN GEBOREN 1891 TOT 1959                                             | Brugata 19                         | Selma Goldwasser, geborene Levin           |
|              | HIER WOHNTE SIGMUND GOLDWASSER GEBOREN 1923 DEPORTIERT 1942 AUSCHWITZ GETÖTET 1.12.1942                   | Brugata 19                         | Sigmund Goldwasser                         |
|              | HIER WOHNTE SIMON GOLDWASSER GEBOREN 1890 DEPORTIERT 1942 AUSCHWITZ GETÖTET JANUAR 1943                   | Brugata 19                         | Simon Goldwasser                           |
|              | HIER WOHNTE ANNA HURWITZ GEB. JARNI GEBOREN 1890 DEPORTIERT 1943 AUSCHWITZ GETÖTET 3.3.1943               | Iduns gate 2                       | Anna Hurwitz, geborene Jarni               |
|              | HIER WOHNTE ARVID HURWITZ GEBOREN 19220 DEPORTIERT 1942 AUSCHWITZ GETÖTET JANUAR 1944                     | Toftes gate 50                     | Arvid Hurwitz                              |
|              | HIER WOHNTE BERNHARD HURWITZ GEBOREN 1877 DEPORTIERT 1942 AUSCHWITZ GETÖTET 1.12.1942                     | Toftes gate 50                     | Bernhard Hurwitz                           |
|              | HIER WOHNTE FREDRIK HURWITZ GEBOREN 1928 DEPORTIERT 1942 AUSCHWITZ GETÖTET 1.12.1942                      | Torggata 36                        | Fredrik Hurwitz                            |
|              | HIER WOHNTE GABRIEL HURWITZ GEBOREN 1889 DEPORTIERT 1942 AUSCHWITZ GETÖTET 1.12.1942                      | Iduns gate 2                       | Gabriel Hurwitz                            |
|              | HIER WOHNTE JACOB HURWITZ GEBOREN 1916 DEPORTIERT 1942 AUSCHWITZ GETÖTET FEB. 1943                        | Toftes gate 50                     | Jacob Hurwitz                              |
|              | HIER WOHNTE JENNY HURWITZ GEBOREN 1907 DEPORTIERT 1942 AUSCHWITZ GETÖTET 1.12.1942                        | Toftes gate 50                     | Jenny Hurwitz                              |
|              | HIER WOHNTE JENNY HURWITZ GEBOREN 1922 DEPORTIERT 1942 AUSCHWITZ GETÖTET 1.12.1942                        | Torggata 36                        | Jenny Hurwitz                              |
|              | HIER WOHNTE JOSEF HURWITZ GEBOREN 1920 DEPORTIERT 1942 AUSCHWITZ GETÖTET JANUAR 1944                      | Iduns gate 2                       | Josef Hurwitz                              |
|              | HIER WOHNTE KLARA HURWITZ GEB. WAINER GEBOREN 1880 DEPORTIERT 1942 AUSCHWITZ GETÖTET 1.12.1942            | Toftes gate 50                     | Klara Hurwitz, geborene Wainer             |
|              | HIER WOHNTE MEYER HURWITZ GEBOREN 1916 DEPORTIERT 1942 AUSCHWITZ GETÖTET MÄRZ 1943                        | Iduns gate 2                       | Meyer Hurwitz                              |
|              | HIER WOHNTE THERESE HURWITZ GEB. GURWITZ GEBOREN 1899 DEPORTIERT 1942 AUSCHWITZ GETÖTET 1.12.1942         | Torggata 36                        | Therese Hurwitz                            |
|              | HIER WOHNTE CECILIE JAFFE GEBOREN 1911 DEPORTIERT 1942 AUSCHWITZ GETÖTET 1.12.1942                        | Lakkegata 71                       | Cecilie Jaffe                              |
|              | HIER WOHNTE ESTHER JAFFE GEB. GORDON GEBOREN 1888 DEPORTIERT 1942 AUSCHWITZ GETÖTET 1.12.1942             | Lakkegata 71                       | Esther Jaffe, geborene Gordon              |
|              | HIER WOHNTE HANNA JAFFE GEBOREN 1914 DEPORTIERT 1942 AUSCHWITZ GETÖTET 1.12.1942                          | Lakkegata 71                       | Hanna Jaffe                                |
|              | HIER WOHNTE IDA JAFFE GEBOREN 1912 DEPORTIERT 1942 AUSCHWITZ GETÖTET 1.12.1942                            | Lakkegata 71                       | Ida Jaffe                                  |
|              | HIER WOHNTE ISAK JAFFE GEBOREN 1882 DEPORTIERT 1942 AUSCHWITZ GETÖTET 1.12.1942                           | Lakkegata 71                       | Isak Jaffe                                 |
|              | HIER WOHNTE CECILIE JOSEPH GEBOREN 1897 DEPORTIERT 1942 AUSCHWITZ GETÖTET 1.12.1942                       | Nordre gate 13                     | Cecilie Joseph                             |
|              | HIER WOHNTE FANNY JOSEPH GEB. PRALGENER GEBOREN 1874 DEPORTIERT 1942 AUSCHWITZ GETÖTET 1.12.1942          | Nordre gate 13                     | Cecilie Joseph, geborene Pralgener         |
|              | HIER WOHNTE HERMAN JOSEPH GEBOREN 1876 DEPORTIERT 1943 AUSCHWITZ GETÖTET 3.3.1943                         | Nordre gate 13                     | Herman Joseph                              |
|              | HIER WOHNTE ISAK KAPLAN GEBOREN 1889 DEPORTIERT 1942 AUSCHWITZ GETÖTET 16.1.1943                          | Kirkegårdsgata 2B                  | Isak Kaplan                                |
|              | HIER WOHNTE ANNA KERMANN GEBOREN 1919 DEPORTIERT 1942 AUSCHWITZ GETÖTET 1.12.1942                         | Thorvald Meyers gate 37            | Anna Kermann                               |
|              | HIER WOHNTE ROBERT KERMANN GEBOREN 1918 DEPORTIERT 1942 AUSCHWITZ GETÖTET 15.1.1943                       | Olaf Schous vei 5                  | Robert Kermann                             |
|              | HIER WOHNTE SARA KERMANN GEB. LONDON GEBOREN 1888 DEPORTIERT 1942 AUSCHWITZ GETÖTET 1.12.1942             | Thorvald Meyers gate 37            | Sara Kermann, geborene London              |
|              | HIER WOHNTE JACOB KERNER GEBOREN 1886 DEPORTIERT 1942 AUSCHWITZ GETÖTET 1.12.1942                         | Iduns gate 1                       | Jacob Kerner                               |
|              | HIER WOHNTE KARL LEOPOLD KIRSCHNER GEBOREN 1865 DEPORTIERT 1943 AUSCHWITZ GETÖTET 3.3.1943                | Maridalsveien 11 A                 | Karl Leopold Kirschner                     |
|              | HIER WOHNTE HEINRICK KOLNITZANSKY GEB. 1919 DEPORTIERT 1942 AUSCHWITZ ERMORDET 13.1.1943                  | Maridalsveien 33                   | Heinrick Kolnitzansky (1919–1943)          |
|              | HIER WOHNTE ADOLF KRAAST GEBOREN 1890 DEPORTIERT 1942 AUSCHWITZ GETÖTET 1.12.1942                         | Markveien 28                       | Adolf Kraast                               |
|              | HIER WOHNTE JACOB KRIEGER GEBOREN 1899 DEPORTIERT 1942 AUSCHWITZ GETÖTET 1.12.1942                        | Trondheimsveien 139                | Jacob Krieger                              |
|              | HIER WOHNTE KLARA KRIEGER GEB. WALTUCK GEBOREN 1906 DEPORTIERT 1942 AUSCHWITZ GETÖTET 1.12.1942           | Trondheimsveien 139                | Klara Krieger, geborene Waltuck            |
|              | HIER WOHNTE ANNA ESTHER KRONIK GEBOREN 1891 DEPORTIERT 1942 AUSCHWITZ GETÖTET 1.12.1942                   | Sofienberggata 4                   | Anna Esther Kronik                         |
|              | HIER WOHNTE ARNE KRONIK GEBOREN 1924 DEPORTIERT 1942 AUSCHWITZ GETÖTET FEBRUAR 1943                       | Sofienberggata 4                   | Arne Kronik                                |
|              | HIER WOHNTE SIMON LEFKOWITZ GEBOREN 1883 DEPORTIERT 1943 AUSCHWITZ ERMORDET 3.3.1943                      | Maridalsveien 33                   | Simon Lefkowitz                            |
|              | HIER WOHNTE DINA LEIMANN GEBOREN 1903 DEPORTIERT 1942 AUSCHWITZ GETÖTET 1.12.1942                         | Paulus’ plass 3                    | Dina Leimann                               |
|              | HIER WOHNTE ISAK LEIMANN GEBOREN 1869 DEPORTIERT 1942 AUSCHWITZ GETÖTET 1.12.1942                         | Paulus’ plass 3                    | Isak Leimann                               |
|              | HIER WOHNTE FLORA LEVENTHAL GEB. SCHLESINGER GEBOREN 1878 DEPORTIERT 1943 AUSCHWITZ GETÖTET 3.3.1943      | Brugata 19                         | Flora Leventhal, geborene Schlesinger      |
|              | HIER WOHNTE ISAK LEVENTHAL GEBOREN 1880 DEPORTIERT 1942 AUSCHWITZ GETÖTET 1.12.1942                       | Brugata 19                         | Isak Leventhal                             |
|              | HIER WOHNTE KARL LEVIN GEBOREN 1887 DEPORTIERT 1942 AUSCHWITZ GETÖTET 10.12.1942                          | Iduns gate 2                       | Karl Levin                                 |
|              | HIER WOHNTE LISE LEVIN GEB. SCHUSTER GEBOREN 1870 DEPORTIERT 1942 AUSCHWITZ GETÖTET 1.12.1942             | Iduns gate 2                       | Lise Levin, geborene Schuster              |
|              | HIER WOHNTE MINA LEVINSOHN GEBOREN 1907 DEPORTIERT 1942 AUSCHWITZ GETÖTET 1.12.1942                       | Olaf Ryes plass 12                 | Mina Levinsohn                             |
|              | HIER WOHNTE MINA MICHLE LEVINSOHN GEB. FISCHER GEBOREN 1870 DEPORTIERT 1942 AUSCHWITZ GETÖTET 1.12.1942   | Olaf Ryes plass 12                 | Mina Michle Levinsohn, geborene Fischer    |
|              | HIER WOHNTE MOSES LEVINSOHN GEBOREN 1866 DEPORTIERT 1942 AUSCHWITZ GETÖTET 1.12.1942                      | Olaf Ryes plass 12                 | Moses Levinsohn                            |
|              | HIER WOHNTE ERWIN LEWIN-DORSCH GEBOREN 1883 DEPORTIERT 1941 MAUTHAUSEN GETÖTET 3.10.1941                  | Olaf Schous vei 27                 | Eugen Lewin-Dorsch                         |
|              | HIER WOHNTE LEO LØGÅRD GEBOREN 1912 DEPORTIERT 1942 AUSCHWITZ GETÖTET JANUAR 1943                         | Brugata 19                         | Leo Løgård                                 |
|              | HIER WOHNTE SALOMON LURJE GEBOREN 1888 DEPORTIERT 1943 AUSCHWITZ ERMORDET 3.3.1943                        | Thorvald Meyers gate 67            | Salomon Lurje (1888–1943)                  |
|              | HIER WOHNTE HERMAN MILLAMED GEBOREN 1866 DEPORTIERT 1942 AUSCHWITZ GETÖTET 1.12.1942                      | Brugata 19                         | Herman Millamed                            |
|              | HIER WOHNTE ELJA MOGELOVSKY GEBOREN 1889 DEPORTIERT 1942 AUSCHWITZ ERMORDET 1.12.1942                     | Øvrefoss 14                        | Elja Mogelovsky (1888–1943)                |
|              | HIER WOHNTE MORITZ NACHTSTERN GEBOREN 1902 DEPORTIERT 1942 AUSCHWITZ SACHSENHAUSEN ÜBERLEBT               | Brugata 15                         | Moritz Nachtstern                          |
|              | HIER WOHNTE ISJA PAJKIN GEBOREN 1891 DEPORTIERT 1942 AUSCHWITZ GETÖTET 1.12.1942                          | Brugata 19                         | Isja Pajkin                                |
|              | HIER WOHNTE IVAR PAJKIN GEBOREN 1926 DEPORTIERT 1942 AUSCHWITZ GETÖTET 1.12.1942                          | Brugata 19                         | Ivar Pajkin                                |
|              | HIER WOHNTE RUBIN PINKOWITZ GEBOREN 1889 DEPORTIERT 1942 AUSCHWITZ GETÖTET JANUAR 1943                    | Sofienberggata 10                  | Rubin Pinkowitz                            |
|              | HIER WOHNTE JOSEPH RASKOW GEBOREN 1903 DEPORTIERT 1942 AUSCHWITZ ERMORDET 1.3.1943                        | Schleppegrells gate 14             | Joseph Raskow (1903–1943)                  |
|              | HIER WOHNTE EVA SALIT GEB. MILLER GEBOREN 1882 DEPORTIERT 1942 AUSCHWITZ GETÖTET 1.12.1942                | Olaf Schous vei 27                 | Eva Salit, geborene Miller                 |
|              | HIER WOHNTE MARY SALIT GEBOREN 1903 DEPORTIERT 1942 AUSCHWITZ GETÖTET 1.12.1942                           | Olaf Schous vei 27                 | Mary Salit                                 |
|              | HIER WOHNTE ADOLF GABRIEL SCHACHT GEBOREN 1918 DEPORTIERT 1942 AUSCHWITZ GETÖTET DEZ. 1943                | Gøteborggata 49                    | Adolf Gabriel Schacht                      |
|              | HIER WOHNTE HARRY SCHACHT GEBOREN 1923 DEPORTIERT 1942 AUSCHWITZ GETÖTET 29.1.1943                        | Gøteborggata 49                    | Harry Schacht                              |
|              | HIER WOHNTE OLGA SCHACHT GEB. SCHROCK-LEVIN GEBOREN 1892 DEPORTIERT 1942 AUSCHWITZ GETÖTET 1.12.1942      | Gøteborggata 49                    | Olga Thora Schacht, geborene Schrock-Levin |
|              | HIER WOHNTE SALOMON SCHACHT GEBOREN 1921 DEPORTIERT 1942 AUSCHWITZ GETÖTET 2.3.1943                       | Gøteborggata 49                    | Salomon Schacht                            |
|              | HIER WOHNTE ARON SCHARFF GEBOREN 1886 DEPORTIERT 1942 AUSCHWITZ GETÖTET 1.12.1942                         | Deichmans gate 4                   | Aron Scharff                               |
|              | HIER WOHNTE MINA SCHARFF GEBOREN 1914 DEPORTIERT 1942 AUSCHWITZ GETÖTET 1.12.1942                         | Deichmans gate 4                   | Mina Scharff                               |
|              | HIER WOHNTE ESTHER SCHUCHAD GEB. BLIND GEBOREN 1890 DEPORTIERT 1942 AUSCHWITZ GETÖTET 1.12.1942           | Markveien 67                       | Esther Schuchad, geborene Blind            |
|              | HIER WOHNTE ESAYAS SENDEROWITZ GEBOREN 1885 DEPORTIERT 1943 AUSCHWITZ GETÖTET 3.3.1943                    | Markveien 61                       | Esayas Senderowitz                         |
|              | HIER WOHNTE RAKEL ROSI SENDEROWITZ GEB. GELLMANN GEBOREN 1883 DEPORTIERT 1942 AUSCHWITZ GETÖTET 1.12.1942 | Markveien 61                       | Rakel Rosi Senderowitz, geborene Gellmann  |
|              | HIER WOHNTE JUDIT STEINSAPIR GEB. EPSTEIN GEBOREN 1875 DEPORTIERT 1942 AUSCHWITZ GETÖTET 1.12.1942        | Kirkegårdsgate 9                   | Judit Steinsapir, geborene Epstein         |
|              | HIER WOHNTE LEOPOLD STEINSAPIR GEBOREN 1869 DEPORTIERT 1942 AUSCHWITZ GETÖTET 1.12.1942                   | Kirkegårdsgate 9                   | Leopold Steinsapir                         |
|              | HIER WOHNTE ROBERT RUBIN STEINSAPIR GEBOREN 1909 DEPORTIERT 1942 AUSCHWITZ GETÖTET 16.2.1943              | Kirkegårdsgate 9                   | Robert Rubin Steinsapir                    |
|              | HIER WOHNTE SALOMON TOMSINSKY GEBOREN 1891 DEPORTIERT 1942 AUSCHWITZ GETÖTET 1.12.1942                    | Grüners gate 7                     | Salomon Tomsinsky                          |
|              | HIER WOHNTE ARTHUR WATCHMAN GEBOREN 1926 DEPORTIERT 1942 AUSCHWITZ GETÖTET 1.12.1942                      | Markveien 25                       | Arthur Watchman                            |
|              | HIER WOHNTE FLORENCE WATCHMAN GEB. BASSMAN GEBOREN 1892 DEPORTIERT 1942 AUSCHWITZ GETÖTET 1.12.1942       | Markveien 25                       | Florence Watchman, geborene Bassman        |
|              | HIER WOHNTE PHILIP WATCHMAN GEBOREN 1885 DEPORTIERT 1942 AUSCHWITZ GETÖTET 1.12.1942                      | Markveien 25                       | Philip Sam Watchman                        |

## Verlegedaten
- 23. August 2017: Korsgata 12, Lakkegata 71